# Europese kampioenschappen powerlifting 1985 (heren)
De Europese kampioenschappen powerlifting 1985 voor heren waren door de European Powerlifting Federation (EPF) georganiseerde kampioenschappen voor powerlifters. De 8e editie van de Europese kampioenschappen vond plaats in het Nederlandse Den Haag van 10 tot en met 12 mei 1985.

## Uitslagen
| klasse   | Goud             | Zilver                | Brons                |
| -------- | ---------------- | --------------------- | -------------------- |
| -52 kg   | Kari Ojalehto    | Ton Dassen            | Josef Fenzl          |
| -56 kg   | Phil Stringer    | Yrjö Haatanen         | Mats Forsberg        |
| -60 kg   | Kullervo Lampela | David Mannering       | Göran Henrysson      |
| -67,5 kg | Eddie Pengelly   | Jan Theys             | Kári Elíson Catzilla |
| -75 kg   | Eric Coppin      | Raffaele Brasile      | Kjell Johansen       |
| -82,5 kg | Claudio Ardini   | Jarmo Virtanen        | Mike Duffy           |
| -90 kg   | David Caldwell   | Floreano Domenici     | Sulo Kierivaara      |
| -100 kg  | Anthony Stevens  | Carl Badan            | Andre Pollet         |
| -110 kg  | Mark Savage      | Raymond Ettore Nobile | Kyösti Vilmi         |
| -125 kg  | Aatos Nevanpää   | Hermann Blank         | Michael Brügger      |
| +125 kg  | Andrew Kerr      | Yngve Gustavsson      | Rudolf Küster        |